# Micropeza littoralis
Micropeza littoralis är en tvåvingeart som beskrevs av Albuquerque 1967. Micropeza littoralis ingår i släktet Micropeza och familjen skridflugor. Inga underarter finns listade i Catalogue of Life.